# Belisana limpida
Belisana limpida là một loài nhện trong họ Pholcidae. Loài này được phát hiện ở Việt Nam.